# タルボット・カウンティ (戦車揚陸艦)
|          |                                                                                             |
| 艦歴     |                                                                                             |
| 発注     |                                                                                             |
| 起工     | 1945年7月19日                                                                               |
| 進水     | 1947年4月24日                                                                               |
| 就役     | 1947年9月3日                                                                                |
| 退役     | 1970年4月3日                                                                                |
| その後   | スクラップとして売却                                                                        |
| 除籍     | 1973年5月1日                                                                                |
| 性能諸元 |                                                                                             |
| 排水量   | 6,000トン                                                                                   |
| 全長     | 382 ft (116 m)                                                                              |
| 全幅     | 54 ft (16 m)                                                                                |
| 吃水     | 14 ft 5 in (4.39 m)                                                                         |
| 機関     | バブコック・アンド・ウィルコックス製ボイラー2基 ウェスティングハウス製蒸気タービン、2軸推進 |
| 最大速   | 14ノット (26 km/h; 16 mph)                                                                  |
| 乗員     | 190名                                                                                       |
| 兵装     | 38口径5インチ砲2門 連装40mm砲2門 単装20mm砲2門                                              |

タルボット・カウンティ (USS Talbot County, LST-1153) は、アメリカ海軍の戦車揚陸艦。タルボット・カウンティ級戦車揚陸艦の1番艦。艦名はメリーランド州およびジョージア州に存在するタルボット郡に因む。
タルボット・カウンティ級はアメリカ海軍において実験的に建造された唯一の蒸気タービン推進戦車揚陸艦であった。この実験は他の蒸気推進による戦車揚陸艦が建造されなかったことで、失敗と見なされた。

## 艦歴
LST-1153 は1945年7月19日にボストン海軍工廠で起工する。1947年4月24日にレナ・ミケルソンによって進水し、1947年9月3日に就役した。
LST-1153 はノーフォークで艦隊訓練グループに合流し、9月21日に整調巡航を始めた。10月24日にボストンに帰還、整調後の信頼性試験を受けた後11月15日に再び出航した。11日後、母港のバージニア州リトルクリークに到着した。
続く9年間、大西洋艦隊揚陸部隊の1隻として LST-1153 は東海岸沿いにニューイングランドからフロリダまでの範囲およびカリブ海で活動した。1955年7月1日、LST-1153 はタルボット・カウンティ (USS Talbot County, LST-1153) と命名された。
タルボット・カウンティは1959年8月31日に地中海に展開した。地中海では第6艦隊の揚陸戦隊に所属するヘリコプターに対して給油活動を行い、その大型燃料タンクを利用して24万ガロン以上の航空ガソリンを輸送した。フランス、イタリア、ギリシア、マルタ、ジブラルタル、アルジェリア、モロッコの港を訪問した後、タルボット・カウンティは1958年2月13日に帰国した。その後1959年4月から8月までと、1960年10月から1961年5月までの2度、第6艦隊と共に展開した。配備の後1970年までタルボット・カウンティはフロリダ州キーウェストからノバスコシアまでの大西洋岸沿いに作戦活動に従事し、カリブ海の様々な港を訪問した。
タルボット・カウンティは1970年4月3日に退役し、テキサス州オレンジの大西洋予備役艦隊入りした。1973年5月1日に除籍され、1974年5月1日に Defense Reutilization and Marketing Service にスクラップとして売却された。